# Президентський палац у Грозному
43°18′59″ пн. ш. 45°41′34″ сх. д. / 43.31638889° пн. ш. 45.69283611° сх. д.
Президентський палац у Грозному — будівля в центрі столиці Грозному, столиці Чечні. Палац став символом опору для прихильників Чеченської Республіки Ічкерія на ранніх етапах Першої російсько-чеченської війни.  Будівля піддалася масовим артобстрілам й бомбардуванням в результаті чого зруйнована. Росіяни остаточно зруйнували його в 1996 році.

## Історія

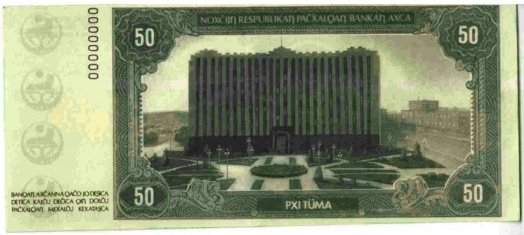
Чеченські 50 нахарів. На реверсі зображений президентський палац.

В часи СРСР у будівлі розташовувався Комітет Чечено-Інгушської АРСР (РРФСР, СРСР), а після проголошення незалежності Чечні в 1991 році в будівлі розміщувався Президентський палац Джохара Дудаєва.
За короткий період фактичної незалежності (листопад 1991 — лютий 2000) площа була перейменована на честь Шейха Мансура.
Згодом генерал Джохар Дудаєв, перший лідер Чеченської Республіки Ічкерія, прийняв його як свій президентський палац (фактично кабінет Дудаєва знаходився на восьмому поверсі будівлі).
Під час новорічної атаки на Грозний (початок першої російсько-чеченської війни взимку 1994-1995 рр . ) палац був однією з головних цілей федеральних військ. У той час він був сильно пошкоджений, покинутий сепаратистами 18 січня 1995 року після трьох тижнів бомбардувань і двох тижнів боїв, а наступного дня російська армія повністю захопила його.
Російські війська бомбардують будівлю та навколишні будівлі майже три тижні. По ньому було випущено сотні артилерійських снарядів, у тому числі з мінометів, вогнепальної зброї та, зокрема, реактивних гранатометів БМ-21, які повністю знищили багато будівель у муніципалітеті, біля Президентського палацу.

15 лютого 1996 року федеральні сили вибухом знищили зруйнований палац.

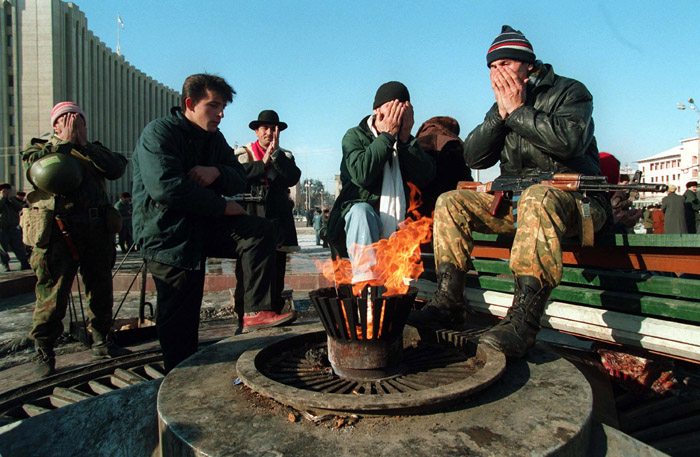
Прихильники Дудаєва перед Президентським палацом у Грозному, грудень 1994 року, за кілька днів до початку битви за місто. Фото Михайла Євстаф'єва

Зараз, при російському окупаційному режимі, на місці колишнього палацу зараз знаходиться мечеть Ахмада Кадирова, одного з лідерів проросійської колабораціоністської групи в Ічкерії.